# Gare du Crêt-du-Locle
La gare du Crêt-du-Locle est une gare ferroviaire située sur la commune de La Chaux-de-Fonds dans le canton de Neuchâtel en Suisse. Elle est desservie par des trains des CFF et des TER Bourgogne-Franche-Comté.

## Service des voyageurs

### Desserte
Ligne Besançon-Viotte → Valdahon → Morteau → La Chaux-de-Fonds → Neuchâtel